# Mallén
Mallén là một đô thị ở tỉnh Zaragoza, Aragon, Tây Ban Nha. Theo điều tra dân số 2007 (INE), đô thị này có dân số là 3.503 người. Diện tích đô thị này là 37 ki-lô-mét vuông.Đô thị này nằm ở độ cao 293 m trên mực nước biển.

## Biến động dân số
| 1991  |  | 1996  |  | 2001  |  | 2004  |  | 2005  |  | 2006  |  | 2007  |
| ----- |  | ----- |  | ----- |  | ----- |  | ----- |  | ----- |  | ----- |
| 3.018 |  | 2.963 |  | 3.109 |  | 3.333 |  | 3.385 |  | 3.327 |  | 3.503 |